# Amel-sur-l'Étang
Amel-sur-l'Étang é uma comuna francesa na região administrativa de Grande Leste, no departamento de Meuse. Estende-se por uma área de 14,74 km². Em 2010 a comuna tinha 154 habitantes (densidade: 10,4 hab./km²).